# Peter Ackroyd
Peter Ackroyd (East Acton (Londres), 5 de octubre de 1949) es un novelista y biógrafo inglés, conocido por su interés en la historia y cultura de Londres.

## Biografía

### Primeros años
La madre de Ackroyd trabajo en el departamento de personal de una firma de ingenieros. Su padre había abandonado la familia cuando Peter era un bebé. Aprendió a leer a los 5 años y, cuando tenía 9, escribió una obra sobre Guy Fawkes. A los 7 años, descubrió que era homosexual.
Ackroyd estudió en la St Benedict's School y posteriormente en el Clare College, Cambridge, en donde obtuvo un título en Inglés. En 1972, fue un Mellon Fellow en la Universidad Yale. Allí escribió Notes for a New Culture, las cuales fueron publicadas en 1976.

### Carrera
Ackroyd inició su carrera escribiendo poesía con poemarios como London Lickpenny (1973) y The Diversions of Purley (1987). Posteriormente, empezó a componer trabajos de ficción y obtuvo gran éxito, ganando el James Tait Black Memorial Prize en 1998 por la biografía Thomas More.
Entre 1973 y 1977, Ackroyd trabajó en la revista The Spectator y a partir de 1978 ocupó el cargo de editor adjunto. En 1982, publicó The Great Fire of London, su primera novela. Esta fue la primera novela en una serie de obras sobre Londres, en la cual Ackroyd explora la naturaleza cambiante de la ciudad. Este tema es explorado a través de los artistas de la ciudad, especialmente de los escritores: Oscar Wilde en The Last Testament of Oscar Wilde (1983); Nicholas Hawksmoor, Christopher Wren y John Vanbrugh en Hawksmoor (1985); Thomas Chatterton y George Gissing en Chatterton (1987); John Dee en The House of Dr Dee (1993); Dan Leno, Karl Marx y Thomas de Quincey en Dan Leno and the Limehouse Golem (1994); John Milton en Milton in America (1996); y Charles Lamb en The Lambs of London.
Entre 2003 y 2005, Ackroy escribió una serie de seis libros de no ficción para niños llamada Voyages Through Time. La serie es una extensa narrativa de periodos claves de la historia y fue aclamada por la crítica.

## Reconocimientos
En 1984, Ackroyd estuvo nominado para ser un Fellow de la Royal Society of Literature. En 2003 fue nombrado comendador de la Orden del Imperio Británico.

## Obras

### Libros de ficción
- The Canterbury Tales: A Retelling (2009)
- The Casebook of Victor Frankenstein (2008)
- The Fall of Troy (2006)
- The Lambs of London (2004)
- The Clerkenwell Tales (2003)
- The Plato Papers (1999)
- Milton in America (1996)
- Dan Leno and the Limehouse Golem (1994)
- The House of Doctor Dee (1993)
- English Music (1992)
- First Light (1989)
- Chatterton (1987)
- Hawksmoor (1985)
- The Last Testament of Oscar Wilde (1983)
- The Great Fire of London (1982)

### No ficción
- Wilkie Collins (2012)
- A History of England, v.1 Foundation (2011)
- London Under (2011)
- The English Ghost (2010)
- Venice: Pure City (2009)
- Poe: A life cut short (2008)
- Thames: Sacred River (2007)
- Newton (2007)
- Turner (2006)
- Shakespeare: The Biography (2005)
- Chaucer (2005)
- Albion: The Origins of the English Imagination (2002)
- London: The Biography (2000)
- The Life of Thomas More (1998)
- Blake (1996)
- An Introduction to Dickens (1991)
- Dickens (1990)
- Ezra Pound and his World (1989)
- Dickens' London: An Imaginative Vision (1987)
- T. S. Eliot: A Life (1984)
- Dressing Up: Transvestism and Drag: The History of an Obsession (1979)
- Notes for a New Culture: An Essay on Modernism (1976)

### No ficción para niños
- Ancient Rome (2005)
- Ancient Greece (2005)
- Cities of Blood (2004)
- Kingdom of the Dead (2004)
- Escape From Earth (2004)
- The Beginning (2003)

### Programas televisivos y documentales
- Peter Ackroyd's Venice (2009)
- Peter Ackroyd's Thames (2008)
- London Visions (2007)
- The Romantics (2006)
- London (2004)
- Dickens (2002)